# Ugarit uralkodóinak listája
Ugarit föníciai városállam az i. e. 15. század második felétől független terület. Uralkodóit csak hozzávetőlegesen, a hettita és egyiptomi párhuzamok alapján lehet kronologizálni.
Az ugariti királylista időben visszafelé haladó sorrendben III. Níkmaddutól Jakaruig sorolja fel Ugarit uralkodóit. III. Níkmaddut még III. Hammurapi követte a trónon. A lista viszonylag jó állapotban került elő, de vannak rajta töredékes részek, ezért 10 uralkodó neve nem állapítható meg, sem az azonos nevű uralkodók számozása, sem a regnálás abszolút dátuma nem biztos. Emellett tudunk hét olyan ugariti fejedelemről, akiket a lista nem sorol fel.

## Az ugariti királylistán nem szereplő uralkodók
- Ugaranu
- Amkunu
- Rapanu
- Límil-Malík
- Ammuharrasi
- Ammusamar
- Mabuu

## A királylista uralkodói
| Név                   | Uralkodási idő             | Megjegyzés                                                                                        |
| --------------------- | -------------------------- | ------------------------------------------------------------------------------------------------- |
| Jakaru (Jakurum)      | i. e. 18. század           |                                                                                                   |
| I. Ibiranu            | i. e. 18. század           |                                                                                                   |
| I. Níkmaddu           | i. e. 18. század           |                                                                                                   |
| I. Níkmepa            | i. e. 1700 körül           |                                                                                                   |
| II. Ibiranu           | i. e. 17. század           |                                                                                                   |
| II. Níkmepa           | i. e. 17. század           |                                                                                                   |
| I. Hammurapi          | i. e. 17. század           |                                                                                                   |
| III. Níkmepa          | i. e. 17. század           |                                                                                                   |
| III. Ibiranu          | i. e. 17. század           |                                                                                                   |
| Jaduruddu             | i. e. 1600 körül           |                                                                                                   |
| I. Ammistamru         | i. e. 16. század           |                                                                                                   |
| IV. Ibiranu           | i. e. 16. század           |                                                                                                   |
| IV. Níkmepa           | i. e. 16. század           |                                                                                                   |
| II. Hammurapi         | i. e. 15. század           |                                                                                                   |
| I. Arhalba            | i. e. 15. század           |                                                                                                   |
| V. Níkmepa            | i. e. 14. század           |                                                                                                   |
| (II.) Ammistamru      | i. e. 1350 körül           | uralkodása bizonytalan                                                                            |
| II. Níkmaddu          | kb. i. e. 1350 - 1315      | I. Szuppiluliumasz hettita király és Ehnaton kortársa, (II.) Ammistamru fia                       |
| II. Arhalba           | kb. i. e. 1315 - 1313      | II. Níkmaddu fia                                                                                  |
| VI. Níkmepa           | kb. i. e. 1313 - 1260      | II. Níkmaddu ifjabb fia, II. Murszilisz szövetségese                                              |
| III. (II.) Ammistamru | kb. i. e. 1260-1209        | Níkmepa fia, Bentesina amurrui király veje, I. Ini-Teszub kortársa                                |
| VI. Ibiranu           | kb. i. e. 1209 - 1200/1190 | Ammistamru fia, trónra lépése III. Arnuvandasz rövid uralkodására esik (rövid kronológia 1209-07) |
| III. Níkmaddu         | kb. i. e. 1190 - 1180      |                                                                                                   |
| III. Hammurapi        | kb. i. e. 1180             | Ugarit megsemmisül a tengeri népek inváziójában                                                   |

A területen az újhettita királyságok egyike, az Alalah–Ugariti Királyság néven ismert Hattina alakult meg a Hettita Birodalom bukása után, és i. e. 1200 körüli időtől i. e. 732-ig fennállt, amikor az asszírok hódították meg.